# Mika Monzon Packalén
Mika Monzon Packalén, född 12 augusti 1971 i Las Palmas de Gran Canaria, är en svensk innebandyprofil känd som både innebandyspelare, innebandytränare och expertkommentator. Han har vunnit SM-guld och VM-guld med Sverige i sin roll som ledare.

## Biografi
Mika Monzon Packalén föddes den 12 augusti 1971 i Las Palmas på Gran Canaria. Hans pappa är spanjor och hans mamma var finsk. Som nioåring flyttade han till Sverige. Under mellanstadietiden utvecklades hans intresse för idrott, främst genom fritidsgårdar, där han deltog i flera sporter såsom ishockey, fotboll, kampsport, basket, handboll och friidrott. Han kom i kontakt med innebandyn i organiserad form under gymnasietiden och började spela i Tyresö IBK i början av 1990-talet.

### Spelarkarriär
Mika Monzon Packaléns spelarkarriär tog fart i Tyresö IBK (numera Tyresö Trollbäcken IBK), där laget avancerade i seriesystemet. I mitten av 1990-talet värvades han till Hagsätra IBK som då spelade i den högsta serien. Efter en sammanslagning mellan Hagsätra och Högdalens AIS spelade han även i den senare klubben. När Högdalen degraderades värvades Monzon Packalén till Kista IBK, som senare slogs ihop med Järfälla IBK. Han avslutade sin spelarkarriär med att återvända till Tyresö IBK, då i Division 1 (nuvarande Allsvenskan).

### Tränar- och ledarkarriär
Mika Monzon Packaléns första tränaruppdrag var som assisterande tränare i Tyresö IBK. Säsongen efter, 2000, rekryterades han till Balrog IK som huvudtränare. Under hans ledning abonnerade Balrog på SM-medaljer, och 2004 nådde laget sin kulmen genom att vinna SM-guld. Monzon Packalén tilldelades utmärkelsen Årets Tränare både 2002 och 2004 för sina insatser.
Säsongen 2004/2005 coachade han IBF Falun, som då var nykomlingar i Elitserien (nuvarande SSL), och lyckades hålla kvar laget i högsta serien. Säsongen därpå tog sig IBF Falun till klubbens första slutspel. Därefter flyttade Monzon Packalén till Gotland och blev huvudtränare för Visby IBK i dåvarande Division 2 (nuvarande Division 1).
Ett par säsonger senare utnämndes han till huvudtränare för Endre IF i damernas SSL, där han under en period även var sportchef. I början av 2010-talet återvände Monzon Packalén till SSL på herrsidan som huvudtränare för AIK Innebandy. Han avslutade sin tränarkarriär i Järfälla IBK i Allsvenskan 2014.

### Landslagsuppdrag
Mika Monzon Packalén var scout för det svenska damlandslaget under VM 2009 då Sverige tog guld. Han utsågs sedan till Team Manager för svenska herrlandslaget från och med januari 2021 fram till och med januari 2023. Under denna period vann herrlandslaget tre raka mästerskapstitlar: VM-guld i Helsingfors 2021, World Games-guld i Alabama, USA 2022 samt VM-guld i Zürich 2022. 

### Expertkommenteringsuppdrag
Mika Monzon Packaléns första expertuppdrag var som spelexpert för Svenska Spel. Därefter anlitades han av Radiosporten som expertkommentator vid SM-finalerna. Han var även inhoppande expertkommentator för TV4 under den period TV4 hade sändningsrättigheterna för SSL. När Expressen förvärvade TV-rättigheterna för SSL 2020 utsågs Monzon Packalén till huvudexpert, en roll han innehade i fem år där han bevakade SSL som både expertkommentator och studioexpert. Från och med hösten 2025 ingår han i Solidsports sändningar som expertkommentator, studioexpert och ankare.
I rollen som expert delar Monzon Packalén med sig av sin omfattande kunskap och erfarenhet av sporten. Hans förmåga att analysera spelet och pedagogiskt dela med sig av sin kunskap har gjort honom till en uppskattad tränare, föreläsare och expert.

### Privatliv
Mika Monzon Packalén gift med TV-journalisten Anna Herdenstam. Paret är bosatta i Tyresö. Monzon Packalén har fyra halvsyskon. Han har även tre barn från tidigare förhållanden.

## Meriter
- VM-guld:
  - 2020 i Helsingfors, Finland (Sverige, som ledare)[1]
  - 2022 i Winterthur/Zürich, Schweiz (Sverige, som ledare)[1]
- World Games-guld:
  - 2022 i Birmingham, Alabama, USA (Sverige, som ledare)[1]
- SM-guld:
  - 2004 med Balrog IK (som tränare)
- Årets Tränare:
  - 2002 (Balrog IK)
  - 2004 (Balrog IK)